# دير سانت دومينجو
دير سانتو دومينغو دي سيلوس، والذي كان يُعرف سابقًا باسم دير سان سباستيان دي سيلوس، هو دير بندكتي يقع في الجزء الشرقي من وادٍ صغير، ويُشار إليه في أقدم وثيقة محفوظة في أرشيف سيلوس، المؤرخة سنة 954م، باسم وادي تبلاديو (Tabladillo)، وهو تابع لبلدية سانتو دومينغو دي سيلوس، في إقليم برغش بمنطقة قشتالة وليون في إسبانيا.
يرتبط هذا الموقع بثلاث طرق فرعية تؤدي إلى الطريق الوطني A-1 عن طريق مدينتي أراندا دي دويرو وليرما، وإلى الطريق N-234 عن طريق هاثيناس (Hacinas).
يُعد الرواق (claustro) في هذا الدير من أبرز وأروع الأعمال المعمارية في الفن الرومانسكي الإسباني.
تُعد وثيقة من سنة 954م، محفوظة في أرشيف الدير، أول ما يكشف عن وجود دير سان سباستيان دي سيلوس. ووفقًا لأسطورة تعود إلى القرن الخامس عشر، فإن أصل الدير يرجع إلى العصر القوطي الغربي (القرن السابع).
وفي القرن العاشر، وكان لا يزال يُعرف باسم سان سباستيان دي سيلوس، بدأت الجماعة الرهبانية في التكوّن، لا سيّما خلال فترة حكم الكونت فيرنان غونثاليث في قشتالة (930-970م)، حيث شهد الدير نشاطًا مزدهرًا. غير أن هذا النشاط خفت وتراجع بسبب غزوات الحاجب المنصور. وبعد وفاة المنصور سنة 1002م، وعودة الاستقرار إلى المنطقة، وُجد الدير في حالة خراب وتدهور شديد.
بسبب الدمار الذي ألحقه المنصور، دخل الدير في مرحلة من الانحطاط. لكن في سنة 1041م، أرسل الملك فيرناندو الأول ملك قشتالة راهبًا من منطقة لا ريوخا يُدعى دومينغو، من مواليد بلدة كانـياس (Cañas). وقد عُيِّن دومينغو رئيسًا للدير (أبات)، فقام بترميمه وتوسيعه بفضل حماسه الإصلاحي وقداسته.
توفي الأب دومينغو في 20 ديسمبر 1073م، وتم إعلانه قديسًا سنة 1076م. وبسبب ما نُسب إليه من معجزات، تحوّلت ضريحه إلى مكانٍ للحج.
عندما لجأ دومينغو، وكان نائب رئيس دير سان ميّان دي لا كوغويا، إلى قشتالة سنة 1041م هربًا من ملك نافارا، استقبله الملك ليونيس فيرناندو الأول استقبالًا حسنًا، وأسند إليه مهمة إعادة مجد دير سيلوس القديم وبث حياة جديدة فيه، وكان الدير آنذاك تحت رعاية القديس سان سباستيان.
وبفضل الجهد الحازم الذي بذله القديس دومينغو كرئيس للدير (أبات)، شُيِّدت الكنيسة الرومانية الرائعة ذات الثلاث بلاطات والخمسة محاريب، وتم تكريسها سنة 1088م على يد الأبات فورتونيو. كما تم بناء الدهليز (claustro)، الذي لا يزال قائمًا حتى اليوم، إضافة إلى باقي منشآت الدير.
وبعد وفاة القديس دومينغو، أصبح الدير تحت رعايته الرسمية، وتغير اسمه إلى سانتو دومينغو دي سيلوس.
في حوالي سنة 1170م، قامت السيدة النبيلة خوانا دي آثا، وكانت حاملاً آنذاك، برحلة حج إلى دير سيلوس طلبًا للهداية الروحية. وقد سُمِّي ابنها، دومينغو دي غوثمان، بهذا الاسم تيمنًا بالقديس الراعي للدير.
في القرن الثامن عشر، بدأت تظهر الحاجة إلى توسيع منشآت الدير، وخاصة مساحة الكنيسة. وقد أُوكل إلى المهندس المعماري فينتورا رودريغيث تنفيذ الإصلاحات اللازمة، فتم هدم الكنيسة الرومانسية [بحاجة إلى مصدر] لبناء أخرى جديدة بتصميم صليب يوناني داخل مربع، وهو تصميم ذو طابع باروكي واضح، وهذه هي الكنيسة القائمة حاليًا.
ومن المبنى الأصلي لم يبقَ سوى الجناح الجنوبي من الجناح العرضي و"بوابة العذارى" التي تؤدي إلى الرواق (الكلويستر).
ونظرًا لضيق الموارد المالية، لم يتمكن الرواق من الخضوع لنفس مستوى الإصلاحات التي نالتها الكنيسة. أما منطقة سكن الرهبان فقد تعرضت إلى حريق مدمّر عام 1970 أتى عليها بالكامل، وتمت أعمال الترميم خلال عامي 1971 و1972، مما أعاد للدير هيئته التي يُرى عليها اليوم تقريبًا.
في 17 نوفمبر 1835، وبموجب مرسوم نزع الصفة الرهبانية الصادر عن حكومة منديثابال (Mendizábal)، تفرّقت جماعة الرهبان، وتوقفت الحياة الرهبانية البندكتية في دير "سيلوس" لمدة خمسة وأربعين عامًا.
وفي 18 ديسمبر 1880، وصلت مجموعة من الرهبان البندكتيين من دير سان مارتين في ليغوجيه (Saint-Martin de Ligugé) الفرنسي، بعدما اضطروا لمغادرة ديرهم بسبب القوانين الفرنسية التي منعت الحياة الرهبانية. كان هؤلاء الرهبان بقيادة الراهب إلديفونسو غيبان (Don Ildefonso Guepin)، وهو راهب من دير سولِسم (Solesmes)، وقد قاموا بإحياء الحياة الرهبانية في دير سيلوس القشتالي، منقذين إياه من الخراب التام.
ومن الجدير بالذكر أنه خلال زيارة لهذا الدير، قام الشاعر الإسباني خيراردو دييغو (Gerardo Diego) بتأليف سونيته الشهيرة "سرو سيلوس" (El ciprés de Silos)، والتي تُعد واحدة من أفضل السونيتات في الأدب الإسباني.
منذ القرن العشرين وحتى اليوم، تتمتّع جماعة رهبان سيلوس بحيوية ونشاط كبيرين، سواء من خلال شهادتها الروحية، أو الاحتفالات الليتورجية (الطقوس الدينية)، أو مساهماتها في الثقافة، وكذلك من خلال تأثيرها وانتشارها، حيث قامت بتأسيس عدة أديرة جديدة في إسبانيا مثل:
سيدة إستيباليث (Nuestra Señora de Estíbaliz) في منطقة ألابا،
سان سالفادور دي ليرا (San Salvador Leyre) في نافارا،
بل وامتد نشاطها حتى أمريكا اللاتينية، حيث أسست فروعًا في المكسيك والأرجنتين.
لذلك، يُعَدّ الدير شاهدًا حيًّا على التاريخ والثقافة الغنيَّيْن للمنطقة، ولا يزال حتى اليوم يُشكّل مكانًا ذا أهمية روحية وفنية كبيرة.
كان الرواق (el claustro) مكانًا للتأمل واللقاء، وقد بدأ بناؤه بعد عام 1080 بقليل. يتخذ شكل مربع منتظم، وفي الجانبين الشرقي والشمالي يوجد أربعة عشر قوسًا في كل جانب. هذا العدد، الذي هو ضعف الرقم سبعة، يُشير إلى الكمال والقداسة.
كان الهدف من الفضاء الرهباني في العصور الوسطى هو إنشاء مكان للقداسة في مواجهة العالم الخارجي، حيث يكمن الشر. ولهذا السبب، كان يُطلق على الرواق في بعض الأديرة اسم "الفردوس" (paradiso).
في رواق دير سانتو دومينغو دي سيلوس، كانت الصور المنحوتة على التيجان والأعمدة الضخمة (machones) تُعزز العلاقة بين السماء والأرض.
وأثناء تجوّل الراهب في هذا الرواق، كان بإمكانه أن يشعر وكأنه في الفردوس، إذ تزين التيجان بأشكال حيوانات حقيقية أو خيالية، وعناصر نباتية. أما في الأعمدة الزاوية (الأعمدة الكبيرة في الزوايا)، فتصوَّر مشاهد موت المسيح، وتمجيده، وقيامته.
رواق دير سيلوس يتكوّن من طابقين، ويُعد الطابق السفلي الأقدم والأكثر قيمة من الناحية الفنية.
يتخذ الرواق شكل مربع غير منتظم تمامًا؛ حيث يبلغ أقصر ضلع 30 مترًا، وأطولها 33.12 مترًا. يضم الجانبان الشمالي والجنوبي 16 قوسًا، بينما يضم الجانبان الشرقي والغربي 14 قوسًا فقط.
ورغم تساوي عدد الأقواس في الأضلاع المتقابلة، إلا أن أطوال الأقواس تختلف من قوس لآخر، حيث تتراوح بين 1.00 و1.15 متر، مما يعني عدم تجانس المسافات بينها.
الأقواس نصف دائرية، تستند إلى تيجان منحوتة ترتكز بدورها على أعمدة مزدوجة من قطعة واحدة، طول كل منها 1.15 متر.
أما في وسط كل رواق، فتوجد أعمدة خماسية الفصوص (خماسية الأعمدة)، باستثناء أحدها في الجهة الشمالية، فهو رباعي الأعمدة وملفوف (torsado).
وتقوم كل العقود (الأقواس) على قاعدة مرتفعة (podio) ممتدة، بها فتحة تؤدي إلى حديقة داخلية.
تم بناء الرواق السفلي على الأرجح بين النصف الثاني من القرن الحادي عشر وبداية القرن الثاني عشر، بينما تم بناء الرواق العلوي في السنوات الأخيرة من القرن الثاني عشر.
في الرواق السفلي، يمكن تمييز مرحلتين واضحتين من التنفيذ:
في المرحلة الأولى، التي تعود إلى العقود الأخيرة من القرن الحادي عشر، تم تشييد الرواقين الشمالي والشرقي.
أما المرحلة الثانية، فقد نُفذت في القرن التالي، وتم خلالها بناء الرواقين الجنوبي والغربي.
كل مرحلة تُظهر أسلوبًا مختلفًا وطريقة تنفيذ مميزة، مما يُنسب إلى معلمين (نحاتين) مختلفين، كلٌّ منهم استخدم ورشته الخاصة.
من السمات التي تميز بين المرحلتين:
أعمدة المرحلة الأولى كانت أكثر تباعدًا وذات حضور أقوى.
النقوش في المرحلة الأولى كانت منخفضة البروز وذات حركة محدودة.
أما النقوش في المرحلة الثانية، فهي أكثر واقعية وذات حجم أكبر وحيوية أوضح.
من الناحية الفنية، أكثر ما يبرز في الرواق السفلي هو مجموعة الأعمدة ذات التيجان الأربعة والستين، والنقوش التي تزيّن الوجوه الداخلية للأركان الأربعة التي تُشكّل زوايا الرواق.
ويُنسَب إلى النحات الأول ستة من هذه النقوش، تمثّل المشاهد التالية:
الركن الجنوبي الشرقي: الصعود إلى السماء والعنصرة.
الركن الشمالي الشرقي: القبر والإنزال من الصليب.
الركن الشمالي الغربي: تلميذا عمواس وشكّ توما الرسول.
أما النحات الثاني، فيُنسب إليه النقشان المتبقيان:
الركن الجنوبي الغربي: البشارة لمريم، وشجرة يسّى.
يُحتمل أن يكون هذا النحات الثاني، الذي نفّذ آخر الدعامات (machones)، قادمًا من منطقة غاليسيا، وذلك لأن مشهدي تتويج مريم والبشارة تم تنفيذهما بأسلوب مشابه لأسلوب سانتياغو دي كومبوستيلا، حيث تظهر الطيات الكثيفة في الملابس والشعر المجعد (وهو ما يُشبه تصوير النبي دانيال الظاهر في الأعمدة الجانبية "jambas" في سانتياغو دي كومبوستيلا).
أما شجرة يسّى (El árbol de Jessé)، فهي ذات أهمية كبيرة من الناحية الأيقونوغرافية (الرمزية الفنية)، لأنها مرتبطة بزجاجية تحمل نفس الاسم في كنيسة سان ديني (San Denis)، ولأنها كانت موضوعًا مستخدمًا لتزيين العمود الأوسط (parteluz) في سانتياغو دي كومبوستيلا.
تُعتبر التيجان (Capiteles)، وخاصةً تلك التي نحتها الفنان الثاني، من روائع الفن الأيقونوغرافي الرومانسكي، وهي أكثر ما يُثير الإعجاب والانتباه في كامل الدير.
أما مواضيعها، فهي متنوعة للغاية، إذ تشمل:مشاهد من الكتاب المقدس أو من الأناجيل،بالإضافة إلى تصويرات خيالية مثل:
الحيوانات الأسطورية (كائنات خرافية)،
الغريفونات (griffos)،الأسود،
الهاربيات (نساء بأجنحة وجسد طائر)،
القناطير (نصف إنسان ونصف حصان)،
طيور عجيبة،
وأنواع عديدة من العناصر النباتية.
وكل هذه العناصر تعكس الرمزية الروحية التي كانت حاضرة بقوة في الفن الرومانسكي في العصور الوسطى.
كما يُبرز أيضًا باب العذارى، الذي يربط بين الدير والكنيسة ويُعد من بقايا الكنيسة الرومانسكية الأصلية، وواجهة قاعة الاجتماعات المُختفية التي كانت تُفتح على الرواق الشرقي، وكذلك السقف الخشبي المُزيّن على الطراز المُدَجّن، المزخرف بغنى بما يقرب من 700 شخصية ومشهد من قشتالة في القرنين الرابع عشر والخامس عشر.
داخل فناء الدير، في الزاوية الجنوبية الغربية، ينتصب سرو شامخ وكثيف أصبح رمزًا للدير. يبلغ عمره أكثر من 130 عامًا ويتجاوز ارتفاعه 30 مترًا. يسكنه العديد من الطيور التي يُسمع صوتها عند الغروب، فتقطع صمت الدير المعتاد. يُعتبر رمزًا للأبدية والسمو، وقد وصفه الشاعر خيراردو دييغو في قصيدته "سرو سيلوس"، التي كتبها عام 1924، بقوله: "نافورة منتصبة من الظل والحلم".
في الممر الشرقي يوجد التابوت الرمزي للقديس دومينغو، الذي تُوفي في سنة 1073 ودُفن في هذا المكان حيث توجد مقبرة ذات شكل إنساني. وبعد ثلاث سنوات نُقلت رفاته إلى الكنيسة، وفي القرن الرابع عشر تم تغطيتها، مع الإبقاء على القبر مرئيًا، بواسطة حجر جنائزي مسطح (laude sepulcral) موضوع فوق ثلاثة أسود، وعليه تمثال يمثل القديس في هيئة أسقفية.
الصيدلية: نشأت نتيجة لسوء عمل الصيدلية المدنية في قرية Silos، ولهذا قرر الأب الراهب في ذلك الوقت إنشاء صيدلية داخل الدير، وقد أدارها في بداياتها الراهب "فرَي غريغوريو دي أويّوس". لم تكن هذه الصيدلية تعمل بنظام الدفع العادي، بل عن طريق "اتفاقات سنوية" تُحدَّد بناءً على كمية معينة من الحبوب، وكان يمكن الدفع بشكل سنوي. لم يكن القرويون الذين يقصدون هذه الصيدلية بحاجة إلا إلى وصفة طبية موقَّعة من الطبيب، وكان الصيدلي يُحضِّر لهم الدواء على الفور.
وعندما توفي الراهب غريغوريو دي أويّوس، خَلَفه الراهب "فرَي إسيدورو دي ساراتشا"، الذي كان باحثًا في النباتات الإسبانية، وزوّد الحديقة النباتية بأنواع جديدة من النباتات. وفي القرن التاسع عشر، أصبحت الصيدلية بيد آخر صيدلي، وكان مدنيًا وليس راهبًا، يُدعى "فرانسيسكو بالوميرو"، والذي قرر نقل الصيدلية إلى منزل خارج الدير. وعندما تُوفي، أصبحت الصيدلية بلا مالك، فتم اتخاذ قرار ببيع محتوياتها. وكان من المفترض أن تُباع الصيدلية لصيدلي أجنبي، لكن رجل أعمال من مدينة بلباو لم يوافق على ذلك، فقرر شراء الصيدلية بنفسه وإعادتها إلى الدير.
كانت الصيدلية مكوّنة من غرفتين: الأولى هي المختبر "الإياتروكيميائي"، الذي كان يُستخدم لتطبيق معارف الرهبان في الكيمياء القديمة (الخيمياء)، مثل تصنيع المراهم والجرعات الطبية. أما الغرفة الثانية، فكانت مكتبة ومخزنًا للأواني، حيث كانوا يُخزِّنون القوارير المختلفة التي استُخدمت في تحضير العلاجات، بالإضافة إلى الكتب التي كانت تجمع كل المعارف المتعلّقة بعلم النباتات.
المكتبة: حتى اختراع الطباعة، كان الدير منذ القرن العاشر يضمّ ناسخًا وأرشيفًا، حيث كانت تُنتَج وتُحفَظ المخطوطات. ومع ظهور الكتاب المطبوع في القرن الخامس عشر، بدأت الجماعة الدينية تحتفظ بهذه الكتب في مكتبة، منفصلة عن الأرشيف.
وبحسب فهرس محفوظ في الأرشيف، كانت المكتبة تحتوي في عام 1810 على 4962 عملاً، بالإضافة إلى 80 عملاً مُعارًا. وقد تمّ تفريق معظم محتويات مكتبة دير Silos أثناء فترة الطرد الرهباني ما بين 1835 و1880، ولم يتبقَّ سوى عدد قليل من المجلدات في الأرفف داخل الغرف التي كان يشغلها الكاهن الرعوي.
وكانت المكتبة القديمة تقع — من القرن السابع عشر حتى القرن التاسع عشر — في الطابقين الأول والثاني من الجناح الشرقي الأقصى. وبعد استعادة الحياة الرهبانية عام 1880، تمّ وضع الكتب في منطقة الصيدلية القديمة، أي في الطابق الأرضي من الجناح الغربي. ثم نُقلت لاحقًا إلى موقعها الحالي، في الطابق العلوي من الجناح الغربي للدير الحديث.
ومع ازدياد عدد الكتب، بدأت المكتبة تشغل تدريجيًا مناطق مجاورة حتى وصلت إلى الجناح الشمالي من الدير الحالي، موزَّعة على ثلاثة مستويات. وتضمّ المكتبة الحالية — التي تمّ تشكيلها ببطء منذ عام 1880 — حوالي 190,000 مجلد حتى يومنا هذا.
الكنيسة: كانت جماعة الرهبان البينديكتين هي من قامت بتكليف Ventura Rodríguez، الذي كان المهندس المعماري الرئيسي في عهد الملك Fernando VII.
في عام 1751، تمّ هدم الكنيسة القديمة، وبدأ بناء الكنيسة الجديدة في نفس العام.
وما تزال المخططات الأصلية محفوظة في الأرشيف، والتي كانت تتضمّن تصميمًا لقبّة وبرجٍ فوق تقاطع الصحن (cimborrio)، لكن تمّ الاستغناء عنهما لاحقًا بسبب مشاكل مادية. كما تم إلغاء بناء أحد البرجين المخطط لهما، وهو برج الجهة الشمالية.
وقد تمّ افتتاح الكنيسة رسميًا في 8 سبتمبر 1792.
زار الشاعر Gerardo Diego دير Silos في يوليو من عام 1924، وأقام في دار الضيافة الخاصة به، وهناك كتب في سجل الزوار سونيتة بعنوان "سرو Silos"، والتي ضُمِّنت لاحقًا في كتابه "Versos humanos"، الحائز على جائزة الأدب الوطني عام 1925.
أما في رواية "اسم الوردة" (El nombre de la rosa) لـ Umberto Eco، فيُذكر أن نسخة الكتاب الثاني من "فن الشعر" لأرسطو قد أُخِذت من دير سانتو دومينغو دي سيلوس، ثم نُقِلَت إلى ديرٍ إيطالي هو مكان أحداث الرواية.